# Tord de Ward
El tord de Ward o griva de Ward (Geokichla wardii) és una espècie d'ocell de la família dels túrdids (Turdidae) que habita en zones boscoses i ciutats de les muntanyes del nord de l'Índia i Nepal, passant l'hivern a Sri Lanka.